# Signe de rabia
 (juin 2018).

À la suite de violents affrontements avec l'armée égyptienne sur le square Rabia al-Adawiyya au Caire, le signe R4bia (4 en arabe) est devenu le symbole de ralliement des Frères musulmans.

Le signe de Rabia ( / r ɑː b i ə, r æ - / ; stylisé comme R4BIA), Rabaa ( / r ɑː b ɑː, r æ - / ) ou, plus rarement, Rab3A,  aussi appelé la « Main du Tamkine » ou simplement « R4BIA » (يد رابعة), est un geste de la main, signe de ralliement des Frères musulmans. Ce signe est apparu la première fois à la fin août 2013 sur les réseaux sociaux et dans les manifestations en Égypte. Il est utilisé par les manifestants, les activistes et les personnalités politiques qui s'opposent au coup d'État de 2013 en Égypte, lequel était dirigé par l'ex-général Abdel Fattah al-Sisi provoquant ainsi la chute du président Mohamed Morsi,.
Rabia signifie « quatrième » en arabe. C'est à l'origine une référence à la répression sanglante de la place Rabia al Adawiyya au Caire, où un grand sit-in contre le coup d'État a eu lieu pendant environ 40 jours avant qu'il ne soit dispersé. Le signe serait destiné à exprimer la solidarité avec les milliers de blessés, tués et brûlés par l'armée égyptienne lors de la dispersion et la persistance du mouvement anti-coup d'État, alors que les militants pro-putschistes, les figures et les médias considèrent le signe comme un signe terroriste. L'origine du geste est inconnu,.
Le geste s’exécute en dressant quatre doigts d'une main tout en repliant le pouce à l’intérieur de la paume. Le mot stylisé « R4BIA » est parfois interprété comme un acronyme.
Phonétiquement de l'anglais on obtient : ARABIA

Oú R se prononce à l'anglaise et 4

Pour le A.
Le signe Rabia a eu un impact significatif dans le monde entier. En Égypte, les forces de sécurité et le gouvernement appuyé par les militaires, considèrent le signe comme équivalent à du terrorisme, en confinant sa large utilisation aux seuls Frères musulmans. Des sanctions judiciaires sont imposées aux utilisateurs du signe, que ce soit à des manifestations ou sur internet. À l'opposé, les adversaires du coup d'État décrivent le signe comme étant équivalent à la liberté et à la persistance. Ils dénoncent aussi la mise en relation avec le terrorisme,.
Des personnalités politiques égyptiennes et non-égyptiennes sont régulièrement photographiés en train, semble-t-il, de faire ce signe,.

## Contexte

### Coup d'État en Égypte
Le 30 juin 2013, des manifestations sont organisées en Égypte contre le président Mohamed Morsi. Elles exigent sa démission et des élections présidentielles anticipées. Les participants principaux sont le mouvement Tamarod, le April 6 Youth Movement et le parti Al-Wafd,,. Il y avait aussi des participants non affiliés, qui étaient pour la plupart laïcs,. La cause principale de ces manifestations était l'intention des Frères musulmans, qui étaient alors au pouvoir, de vouloir appliquer la loi islamique dans la Constitution égyptienne. Morsi, étant à cette date au pouvoir depuis près d'un an, a refusé de démissionner, affirmant qu'il est le président légitime qui a remporté les premières élections démocratiques de l'histoire de l'Égypte moderne,.
Le 3 juillet, un coup d'État organisé par l'ex-général Abdel Fattah al-Sissi conduit à l'éviction de Morsi,,. Peu de temps après, les partisans de Morsi, principalement les Frères musulmans, organisent plusieurs manifestations exigeant sa réintégration.

### Dispersion des sit-in
Le 14 août, les policiers égyptiens, aidés par l'armée, ont décidé de dissoudre les sit-in par la force. Les sit-in ont témoigné à charge d'une utilisation exagérée de la force et de balles réelles, que les médias locaux et nationaux ont justifiées par l'allégation de l'existence d'armes lourdes à l'intérieur des sit-in. Un journal local bien établi aurait faussement accusé les manifestants aux sit-ins des squares Rabia et al-Nahda de posséder des missiles anti-aériens, des explosifs hautement inflammables, des fusils laser pour sniper, ainsi que des armes chimiques interdites au niveau international. D'un autre côté, Human Rights Watch a déclaré dans un rapport que seulement des armes à feu ont été observées, assez rarement, et que les manifestants étaient « extrêmement pacifique » pour être attaqué de manière létale aussi disproportionnée et préméditée.
Le nombre de morts est contesté. Le Ministère égyptien de la Santé a rapporté 638 civils tués et 3 994 blessés, à ajouter aux 43 agents de police rapportés morts,,. L'Alliance anti-coup, par la suite, a allégué 2 600 tués. En outre, de nombreux cadavres n'ont pas été identifiés comme ils portaient des blessures par balle et ont été carbonisés au-delà de la reconnaissance,,.
Dans un rapport, Human Rights Watch a déclaré qu'au moins 1 150 manifestants ont été tués, ce qui, a déclaré l'organisation, reviendrait sans doute à des crimes contre l'humanité.

## Apparition du signe

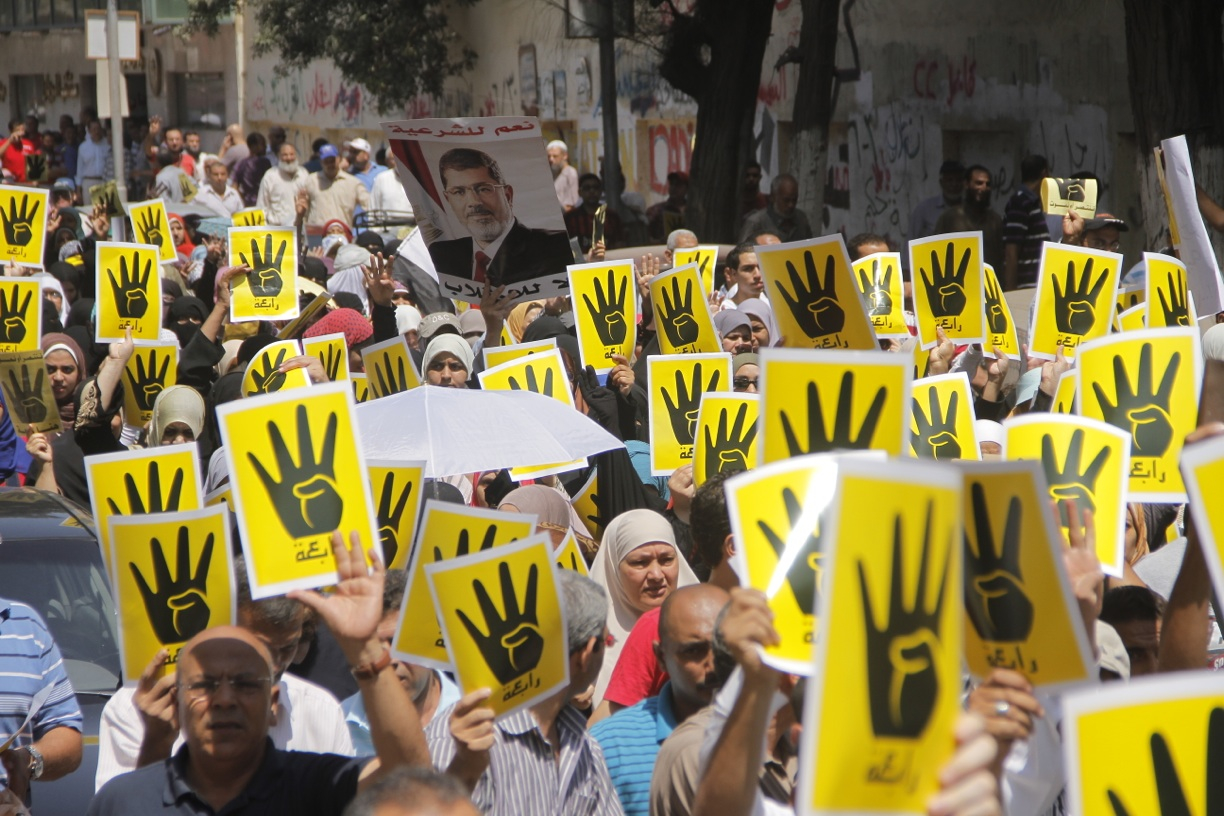
Signe de Rabia au cours d'une manifestation, le 23 août 2013.

Après la dispersion des sit-ins, le signe de Rabia a émergé largement dans les médias sociaux et les manifestations. L'origine du signe est incertaine. On dit qu'il aurait été inventé par le président turc, Recep Tayyip Erdoğan, alors qu'il était premier ministre. D'autres sources disent que rien n'a jamais transpiré sur qui a inventé le signe ou est venu avec l'idée de celui-ci, et que le signe ne peut être revendiqué par aucun pays, ni aucun groupe.
Par la suite, le signe s'est étendu dans d'autres pays arabes comme la Tunisie.

### Signification
Ce signe est fait pour s'opposer au signe de la victoire (Signe V) fait par les manifestants pro-coup d'État contre le président Morsi.

### Éponyme et toponyme
Le toponyme du signe est la place Rabia au Caire, qui a vu l'un des principaux sit-ins anti-coup d'État. La place porte le nom d'une soufie Rabia Al-Adawiyya. Le nom Rabia signifie en arabe « quatrième » (féminin singulier), d'où le geste de la main à quatre doigts,. Le nom (arabe : رابعة) se prononce de deux façons différentes :
- En arabe littéraire, il se prononce [rɑːbɪʕæ], avec un kasra (courte / i / son) après b. Romanisée comme « Rabia ».
- En arabe égyptien, il se prononce [ɾɑbʕɑ] sans kasra. Romanisée comme « Rabaa ».

Les romanisations sont prononcées respectivement en anglais comme / r ɑː b i ə / et / r ɑː b ɑː /. Le mot stylisé "R4BIA 'dépend de la romanisation arabe.

### Acronyme
Le mot 'R4BIA' est communément interprété comme un acronyme en anglais de deux façons possible :
- Ready For Brotherhood Independent Army[29],[30] ;
- Rightness Freedom Barehanded Independence Anti-coup.

### Le geste
Le geste est fait en augmentant les quatre doigts de chaque main (de préférence la main droite) et plier le pouce.

### Description graphique
Le signe graphique comprend un noir (R0 G0 B0 ; voir la RGB color model#Numeric representations) main droite avec quatre doigts levés, pouce plié, sur une jaune (R254 G224 B2) arrière-plan. Le mot « R4BIA » va sous la main de la même couleur jaune, en lettres majuscules de la police "Bebas Neue". Tous les objets sont enfermés dans un carré noir avec des coins arrondis (squircle).

## Influence

### Politique

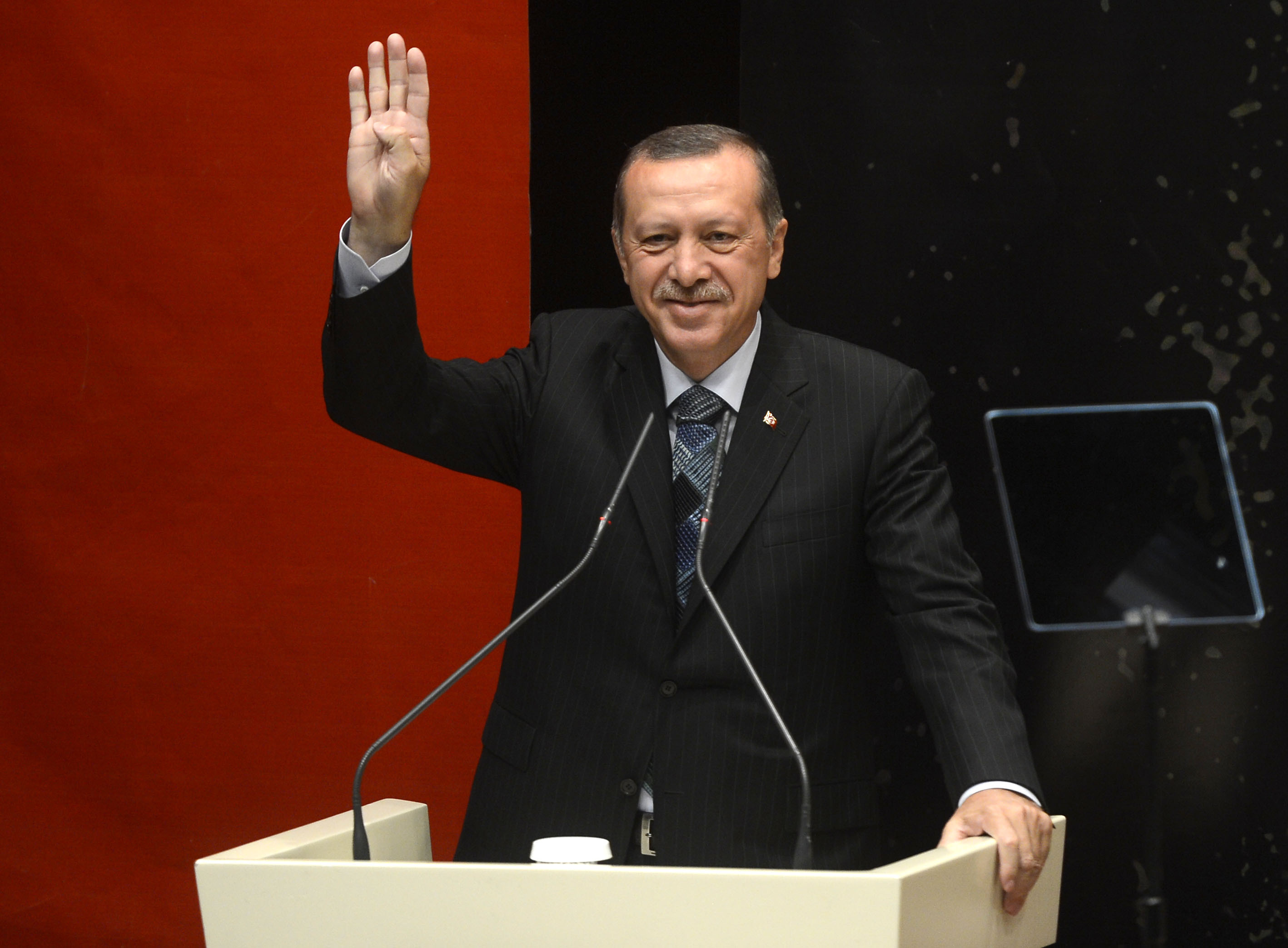
Le président turc Recep Tayyip Erdoğan faisant le signe R4bia.

Le signe Rabia a largement influencé les niveaux politiques et sociaux, tant en Égypte que dans le monde.
Le Président de la Turquie, Erdogan est régulièrement vu dans des conférences et des discours faisant des gestes de Rabia,. Il a fait ce signe lors de sa visite officielle de décembre 2017 en Tunisie sur le perron du palais de Carthage mais il a été éconduit publiquement par le Président Béji Caïd Essebsi et a ensuite avancé son départ du pays.
Le maire de Istanbul, Kadir Topbas, a récemment annoncé lors d'une cérémonie d'inauguration du square Dörtyol, dans le quartier de Esenler, qu'il voulait le renommer en « square Rabia »,.
L'ancien président de la Tunisie, Moncef Marzouki a accordé une interview à la chaîne de télévision arabe Al Hiwar au cours de laquelle il a fait le signe de Rabia et traité les émiratis d'effrontés (sous-entendu : pour avoir tapé large en désignant les Frères musulmans comme organisation terroriste avec 81 autres structures dans le monde entier dont plusieurs activés légales au sein de l'Union européenne). Sombrant dans l'eschatologie islamique, il a alors vilipendé les gratte-ciels des éleveurs de chameaux qui seraient un « signe de la fin des temps ».
En Jordanie, trois manifestants ont été arrêtés pour avoir porté une version du signe - un acte à propos duquel, un responsable jordanien a déclaré, « qu'il pourrait nuire aux relations jordaniennes avec un pays arabe frère ». Le champion égyptien de Kung-Fu, Mohamed Youssef, est apparu vêtu d'un Tee-shirt avec le signe de Rabia sur lui après avoir remporté la médaille d'or au Championnat du monde en Russie ; lequel a conduit à de vives critiques dans les médias soutenus par l'État, puis une suspension d'un an par la fédération nationale de Kung-Fu. Le footballeur du club égyptien Al Ahly, Ahmed Abd El-Zaher, a également célébré l'un de ses buts en faisant le geste de Rabia, lequel a conduit à la suspension subséquente de venir à la Coupe du Monde des Clubs de la FIFA,,.
Le 25 décembre 2013, le gouvernement soutenu par l'armée de transition en Égypte a officiellement classé les Frères musulmans comme organisation terroriste, devenant ainsi le premier pays arabe à prendre une telle décision. Ce qui l'a amené à considérer le signe de Rabia comme un signe « terroriste ». Les forces de sécurité égyptiennes ont déclaré l'intention d'arrêter quiconque ferait un tel geste ou détient quoi que ce soit qui lui ressemble, dans ce qui est appelé par le gouvernement de « guerre contre le terrorisme ». Une peine de cinq ans de prison a été annoncée pour l'utilisation du signe sur les réseaux sociaux. Par conséquent, plusieurs cas de détention se sont produits : un garçon de 15 ans a été arrêté pour possession d'une règle et de cahiers comportant le signe de Rabia, et 21 femmes et filles ont été condamnées à de longues peines de prison pour avoir porté des ballons comportant le signe.
Le signe s'est banalisé non seulement parmi les manifestants des Frères musulmans ou les islamistes en général, mais il a été considéré comme un signe qui indique un appel à la liberté et à mettre fin aux dictatures. Selon la journaliste allemande Thorsten Gerald Schneiders, ce symbole serait d'ores et déjà en dehors du spectre islamiste, et n'aurait plus de relation avec le radicalisme islamique. Pour elle, sa signification se serait étendue aux fins de protestations contre la dictature et la tyrannie en général,.

### Média
Une opérette de 14 minutes intitulée Kanit Ishara (arabe égyptien : كانت إشارة,  prononcé [kæːnɪt ʔɪʃɑːrɑh], « C'était (simplement) un signe ») a été réalisée par 17 chanteurs de 13 pays, exprimant la fierté et l'appréciation pour le signe et le mouvement d'opposition qui s'est unifié derrière lui.
Par ordre d'apparition, les contributeurs sont :
- Mais Shalash (Palestine)
- Mousa Mustafa (Syrie)
- Rashid Gholam (Maroc)
- Mehmet Ali Aslan (Turquie)
- Islam Shokry (Espagne)
- Abdulrahman Bouhbila (Algérie)
- Ahmad Alhajeri (Koweït)
- Abdullah Alzoubi (Liban)
- Yahya Hawwa (Syrie)
- Native Deen (États-Unis)
- Abdulqader Qawza (Yémen)
- Hamed Moussa (Égypte)
- Ibrahim Aldardasawi (Jordanie)
- Daqmie (Malaisie)
- Mu'adz Dzulkefly (Malaisie)
- Khaled Alsharif (Jordanie)
- Abdulfattah Owainat (Palestine)

À la fin de l'opérette, Wajdy Alaraby, un personnage public égyptien, dit un petit mot. Erdoğan apparaît dans un enregistrement externe, comme faisant bien le geste de Rabia.

### Journée mondiale du signe de Rabia
Le 14 août a été déclaré par la plate-forme internationale Rabia comme la « journée mondiale du signe de Rabia ». Le groupe a déclaré dans un communiqué: « Nous déclarons le 14 août comme la journée mondiale du signe de Rabia afin de ne pas oublier le massacre de Rabia et de soutenir le combat pour la démocratie des égyptiens. »

### Parodies
Le signe de Rabia est parodié très régulièrement par ses opposants,.

## Répression pénale
En Égypte, depuis le 26 décembre 2013, le fait de réaliser le signe de Rabia avec les doigts de la main, de l'imprimer, de le poster sur les réseaux sociaux ou de l'afficher sur quelque support que ce soit, est désormais passible de 5 ans de prison maximum et ce, en application de l'article 86 du code pénal égyptien.